# Дискредитація
Дискредитація (від фр. discréditer «підривати довіру») — умисні дії, спрямовані на підрив авторитету, іміджу й довіри. Один із прийомів несумлінної конкуренції.
Стосовно до політики, дискредитація відноситься до особистих нападок на громадського діяча, для того, щоб підірвати довіру людей до нього або припинити надавати йому підтримку. В прилюдних дебатах, особливо в суспільствах зі свободою слова, дискредитація суперників використовується для отримання підтримки власної позиції. Ця тактика подібна до використання в дебатах аргументу, розрахованого на упередження публіки (ad hominem).
У США є забезпеченням найповнішої довіри суду присяжних до свідка. Тому при прямому допиті свідка в суді сторона, яка викликала свідка, намагається підтвердити достовірність його свідчень в очах присяжних, натомість інша сторона намагається вжити всіх заходів для дискредитації цього свідка або його показань.